# 拉德加斯特河
53°51′17″N 11°7′4.7″E / 53.85472°N 11.117972°E

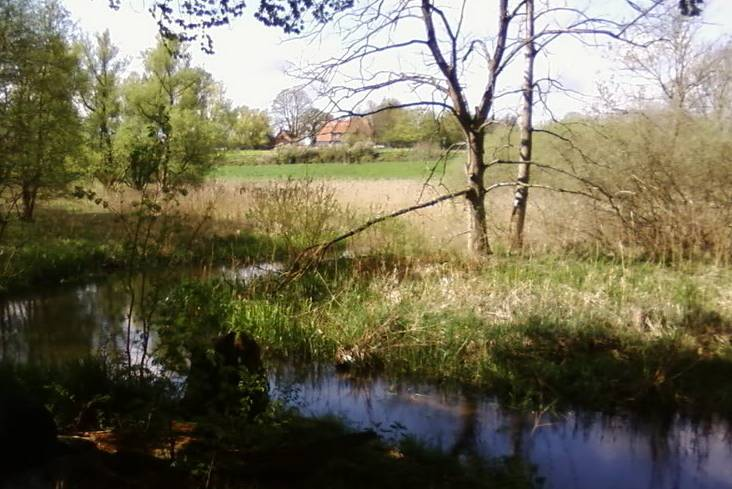
拉德加斯特河

拉德加斯特河（德語：Radegast），是德國的河流，位於該國東北部，由梅克倫堡-前波美拉尼亞州負責管轄，屬於施泰珀尼茨河的左支流，河道全長34公里，流域面積190平方公里，發源自加德布施以南。